# Rue du Château (Boulogne-Billancourt)
Pour les articles homonymes, voir Rue du Château.
La rue du Château est une voie de communication située à Boulogne-Billancourt.

## Situation et accès
Orientée d'ouest en est, elle rencontre notamment la place Denfert-Rochereau.
Elle est desservie par la station de métro Boulogne - Jean Jaurès.

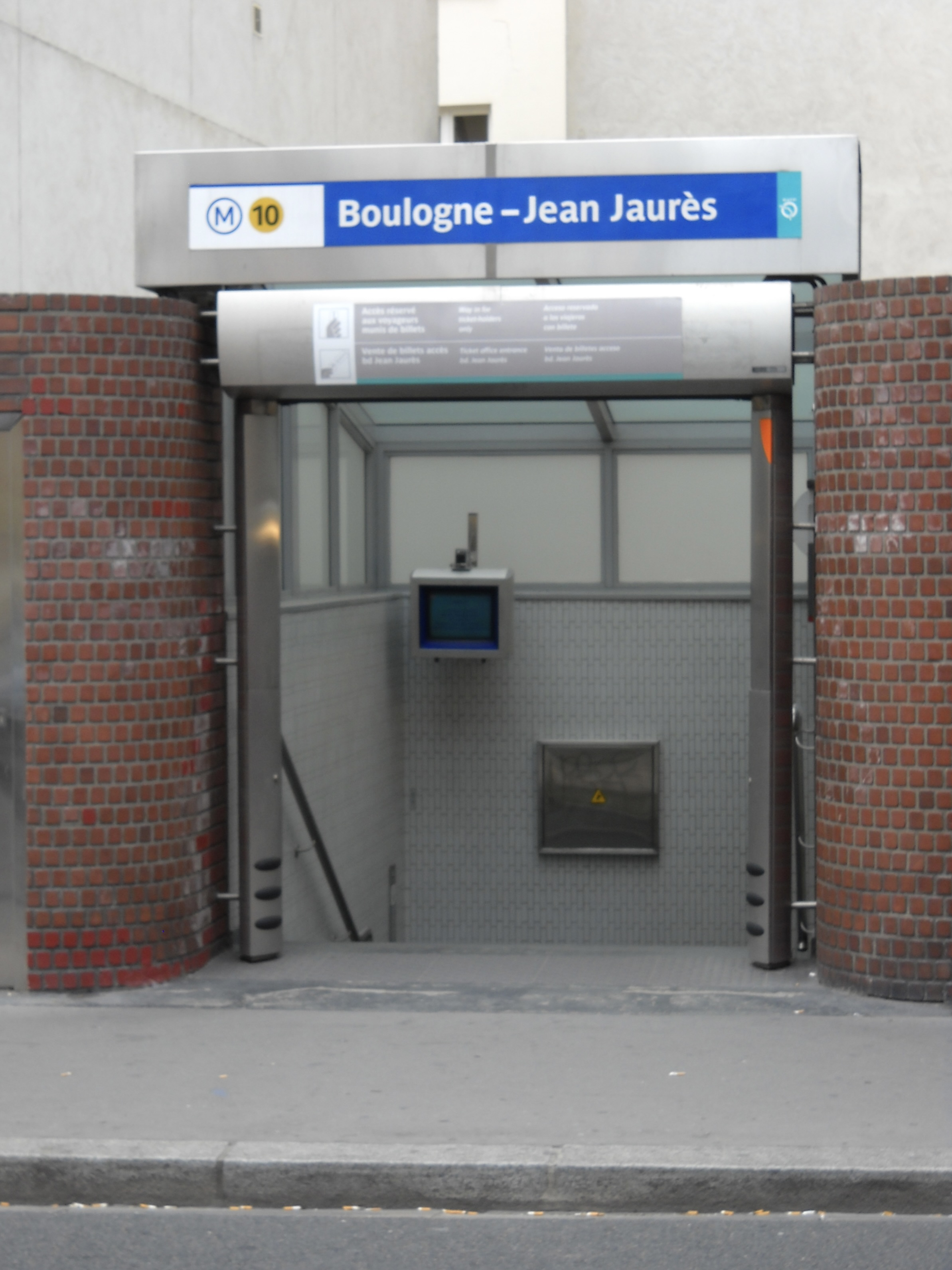
Entrée du métro, 2009.
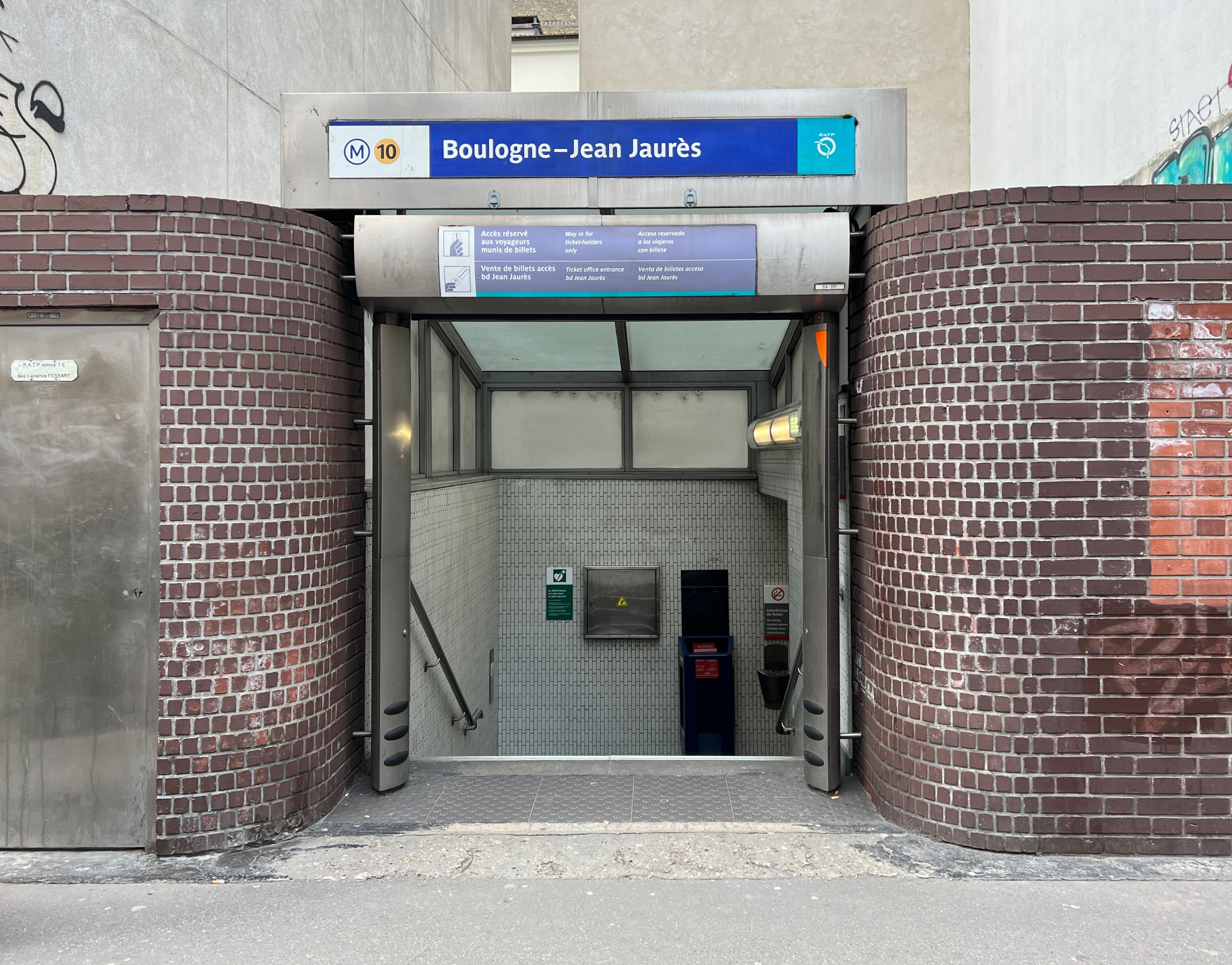
En 2022.

## Origine du nom

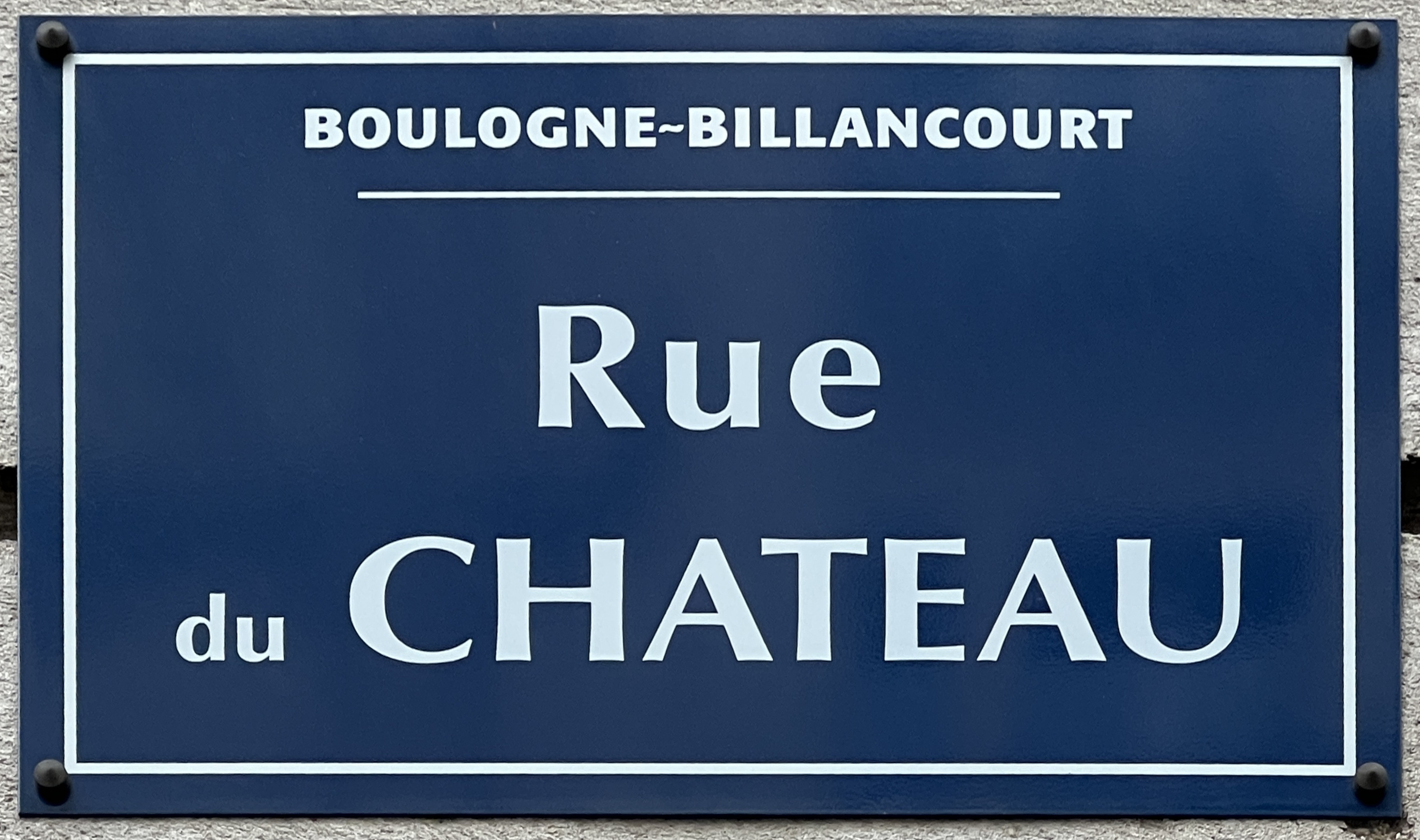
Plaque Rue du Château en 2022.

Elle porte ce nom uniquement car on pouvait de cet endroit voir le château de Saint-Cloud.

## Historique

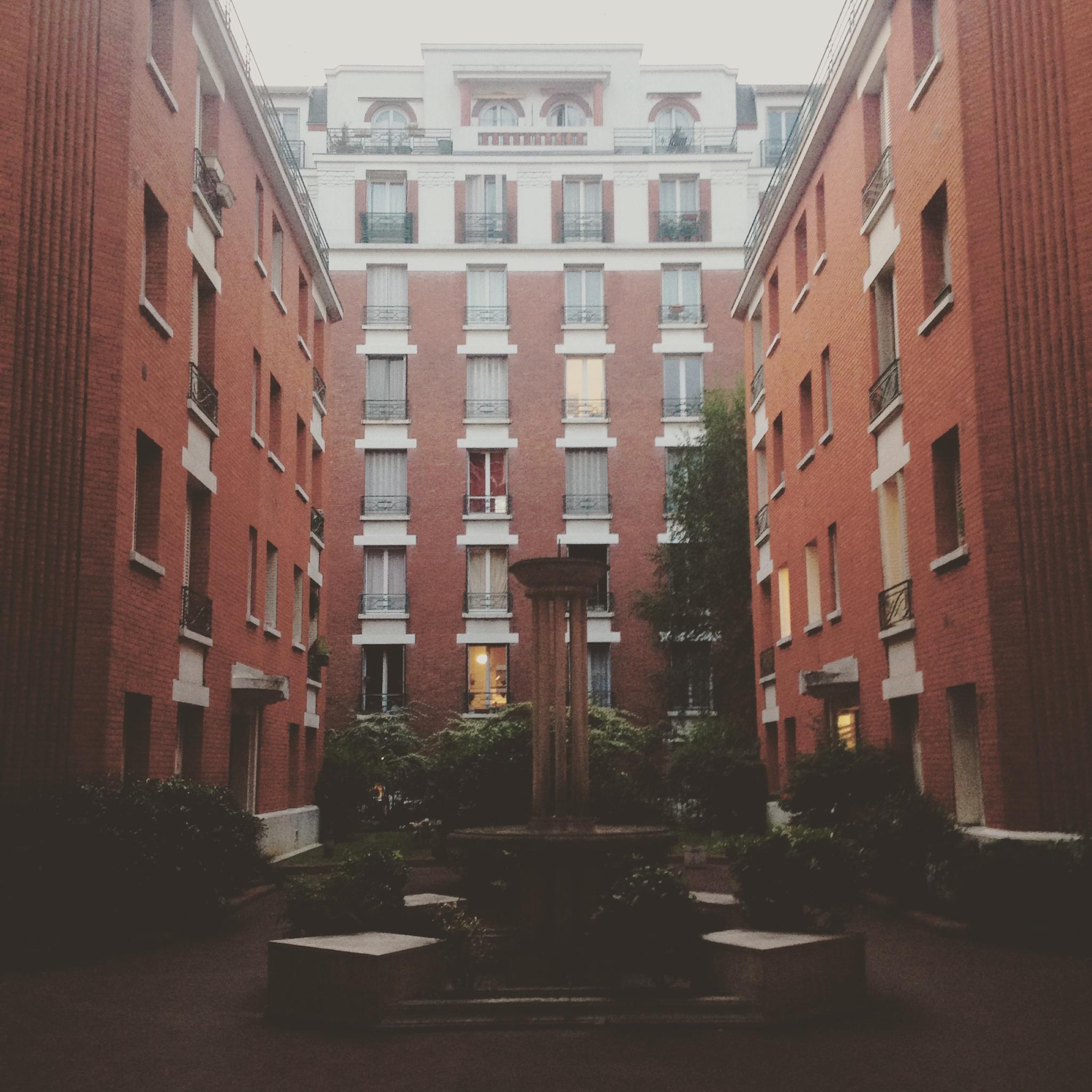
Au 120, en 2015.

En 1925, l’extrémité de la voie située sur la zone militaire fut annexée par Paris qui lui donna le nom d’avenue de la Porte-Molitor.
Elle figure sur la série photographique 6 mètres avant Paris, réalisée en 1971 par Eustachy Kossakowski.

## Bâtiments remarquables et lieux de mémoire

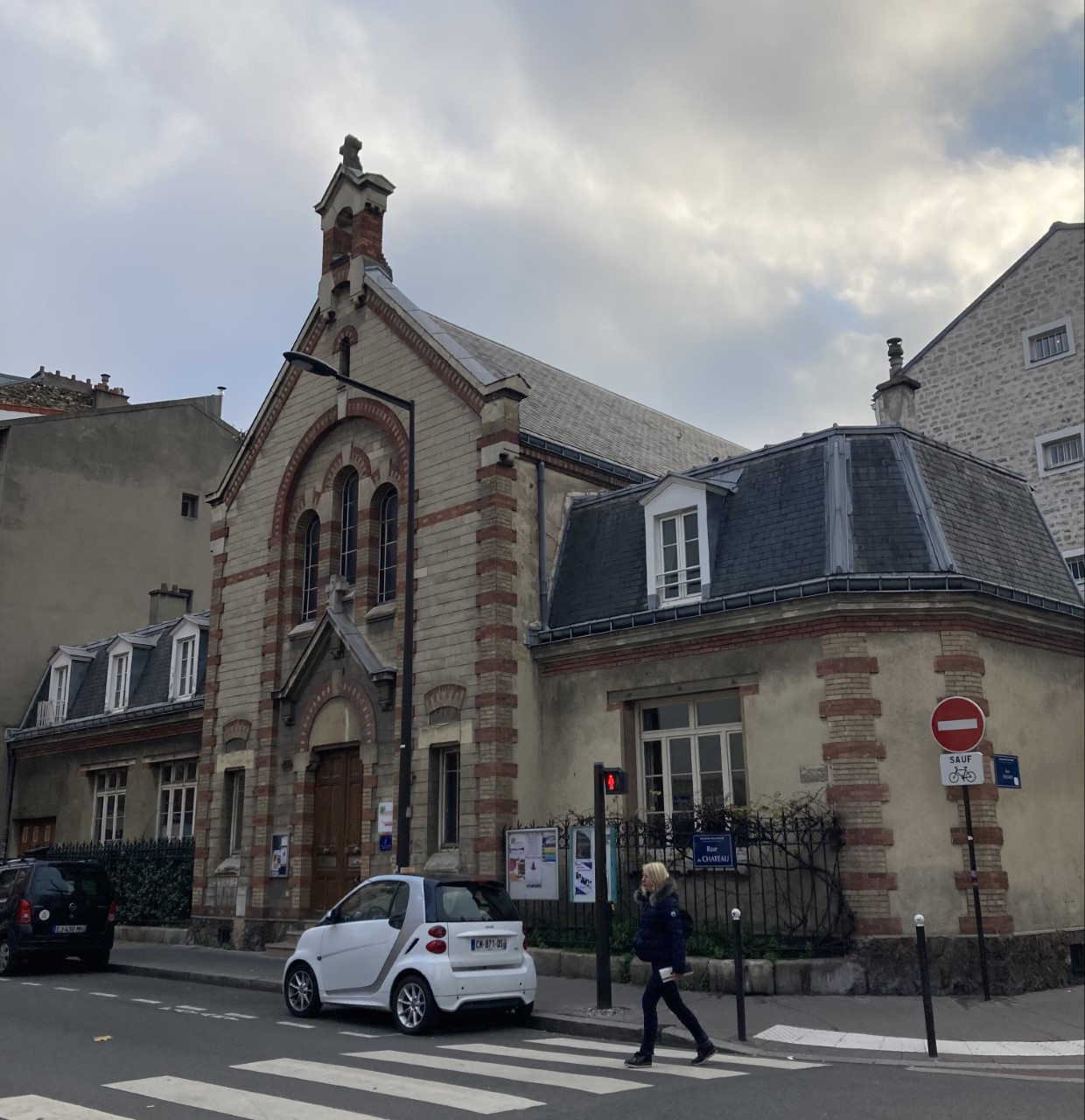
Temple réformé de Boulogne.

- Au no 117[3], Temple protestant de Boulogne-Billancourt [4].
- Fontaine aux Cygnes, œuvre de Marcel Loyau, 1925[5].